# ادا وبلال (سيدي كاوكي)
ادا وبلال هي إحدى مشيخات المملكة المغربية، تتبع جغرافيا لإقليم الصويرة وإداريًا لسيدي كاوكي. يقدر عدد سكانها بـ 3376 نسمة حسب الإحصاء الرسمي للسكان والسكنى لسنة 2004.